# Parafia św. Maksymiliana Marii Kolbego w Młynnem
Parafia św. Maksymiliana Marii Kolbego w Młynnem – parafia rzymskokatolicka, znajdująca się w diecezji tarnowskiej, w dekanacie ujanowickim. Parafia została erygowana w 2024 roku.

## Historia
Miejscowość Młynne należała do parafii Wszystkich świętych w Łososinie Górnej. Początkiem powstania parafii była budowa domu katechetycznego; o zezwolenie na budowę tego domu w Młynnem wystąpił ks. Jan Żurek w 1981 r. W grudniu 1982 r. parafia otrzymała zgodę na budowę sali.
W lutym 1983 r. proboszcz łososiński ks. Ryszard Stasik przejął prace projektowe. Miesiąc później na spotkaniu Rady Duszpasterskiej zapadła decyzja, że oprócz domu katechetycznego należy wybudować również kaplicę. Projekt opracował inż. arch. Leszek Pilawski. Plac pod budowę poświęcił bp Władysław Bobowski 17 sierpnia 1984 r. a rok później ruszyły prace budowlane.
W 1985 r. (14 sierpnia) we wspomnienie św. Maksymiliana Marii Kolbego bp Piotr Bednarczyk poświęcił i wmurował kamień węgielny. 11 lipca 1992 r. bp Bobowski poświęcił nową świątynię oraz konsekrował ołtarz. W ołtarz zostały umieszczone relikwie świętych męczenników Honoraty i Herkulana oraz bł. Karoliny Kózkówny.
Kościół w Młynnem pełnił najpierw funkcję kaplicy dojazdowej parafii łososińskiej. W 2015 r. biskup tarnowski erygował tutaj rektorat (należący do parafii Łososina Górna).
11 sierpnia 2024 r. biskup tarnowski Andrzej Jeż (przekształcił rektorat na parafię) erygował parafię pw. św. Maksymiliana Marii Kolbego w Młynnem (jako 466. parafię w diecezji tarnowskiej) oraz mianował dla parafii pierwszego proboszcza.

## Proboszczowie, rektorzy[4]
| Lista proboszczów, rektorów parafii Młynne |                      |           |
| \| Duszpasterz \| Okres \| Funkcja \| \| ks. Stanisław Pietrzak \| 1992–2015 \| opiekun \| \| ks. Franciszek Grądalski \| 2015–2021 \| rektor \| \| ks. Stanisław Trela \| 2021–2024 \| rektor \| \| ks. Stanisław Trela[2] \| 11.08.2024 – obecnie \| proboszcz \| |                      |           |
| Duszpasterz | Okres                | Funkcja   |
| ks. Stanisław Pietrzak | 1992–2015            | opiekun   |
| ks. Franciszek Grądalski | 2015–2021            | rektor    |
| ks. Stanisław Trela | 2021–2024            | rektor    |
| ks. Stanisław Trela | 11.08.2024 – obecnie | proboszcz |